# Aeroportul Anahim Lake
Aeroportul Anahim Lake (IATA: YAA, ICAO: CAJ4) este un aeroport din Columbia Britanică, Canada.
Situat la o altitudine de 1.102 m, aeroportul dispune de o singură pistă.